# Черн (притока Дністра)
Черн — річка в Україні, в межах Жидачівського району Львівської області. Права притока Дністра.

## Опис
Довжина 8 км, площа басейну 14 км². Похил річки 11 м/км. Річка рівнинного типу. Долина порівняно вузька і неглибока, у верхів'ях заліснена. Річище слабозвивисте, є перекати, дно місцями піщане і з галькою.

## Розташування
Черн бере початок у лісовому масиві далеко на південь від села Буянів. Тече переважно на північ. Впадає в  Дністер на захід від Старого Села.